# Квадроцикл

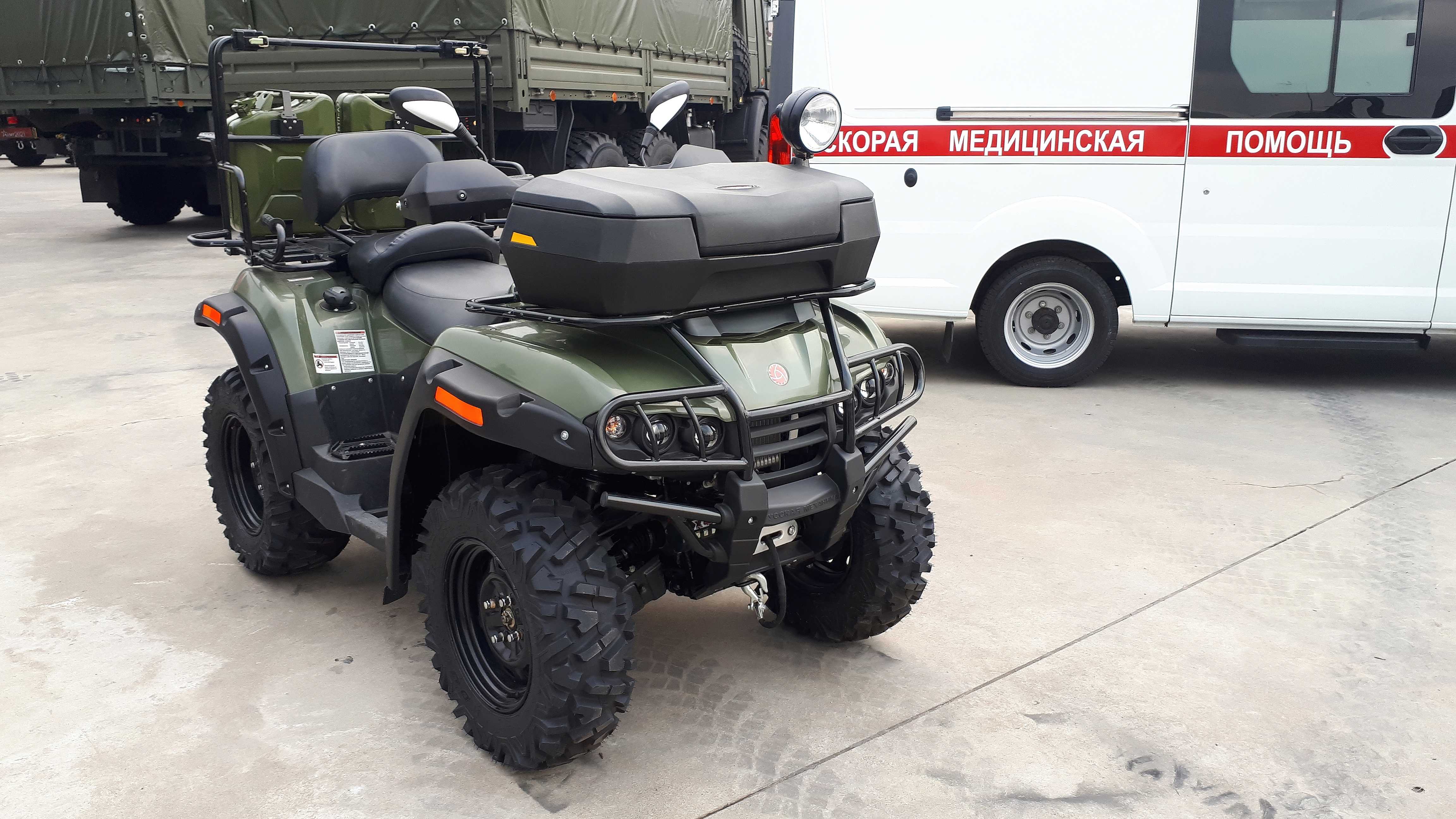
Военный квадроцикл АМ-1

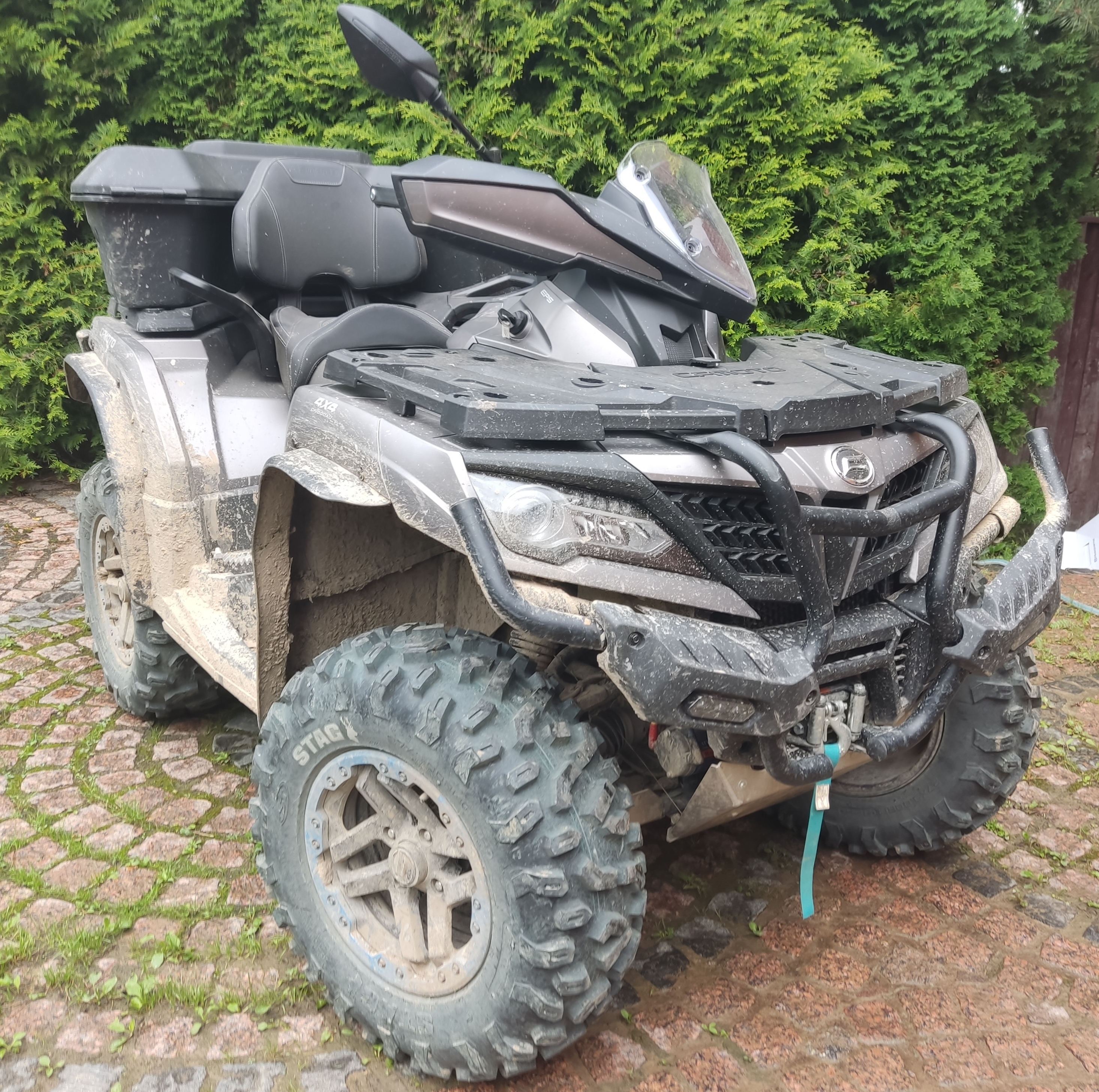
Квадроцикл

Квадроцикл (от лат. quadru- «четырёх-» и др.-греч. κύκλος «круг») — транспортное средство с четырьмя колёсами. Хотя формально под определение квадроцикла попадают большинство автомобилей и любой другой транспорт с четырьмя колёсами, на постсоветском пространстве под квадроциклом чаще всего понимают четырёхколёсный мотовездеход, а в США — четырёхколесный мотоцикл. Когда говорят про квадроциклы, чаще всего подразумевают ATV. ATV (all terrain vehicle) — это четырёхколёсная внедорожная техника с рулём и посадкой мотоциклетного типа.
Основными мировыми производителями квадроциклов в российском понимании этого слова являются компании BRP, Polaris Industries, Yamaha, Kawasaki, Suzuki, Stels, CFMOTO, Electric-machine, «Веломоторс», «Русская Механика».
По назначению квадроциклы ATV классифицируют на утилитарные, туристические, спортивные и детские.
Утилитарные ATV используются в качестве мотовездехода на местности, где использование других транспортных средств затруднительно (в том числе, спасателями и т.п.).
Спортивные или стантовые (от англ. stunt- «трюк») ATV используются для развлечения (прыжки, быстрая езда).
Категории отличаются друг от друга и по техническим критериям. Утилитарные весят значительно больше, имеют полный привод и лучшую проходимость, могут перевозить большее количество человек (в зависимости от комплектации и модели). Спортивные квадроциклы имеют более легкий вес; всё это комплектует максимальный разгон до 137 км/ч (рекорд для книги Гиннесса установил Джо Бёрд), прыгучесть и крайне пониженную проходимость. Однако в зависимости от модели квадроцикла технические характеристики могут отличаться от базовых.

## История

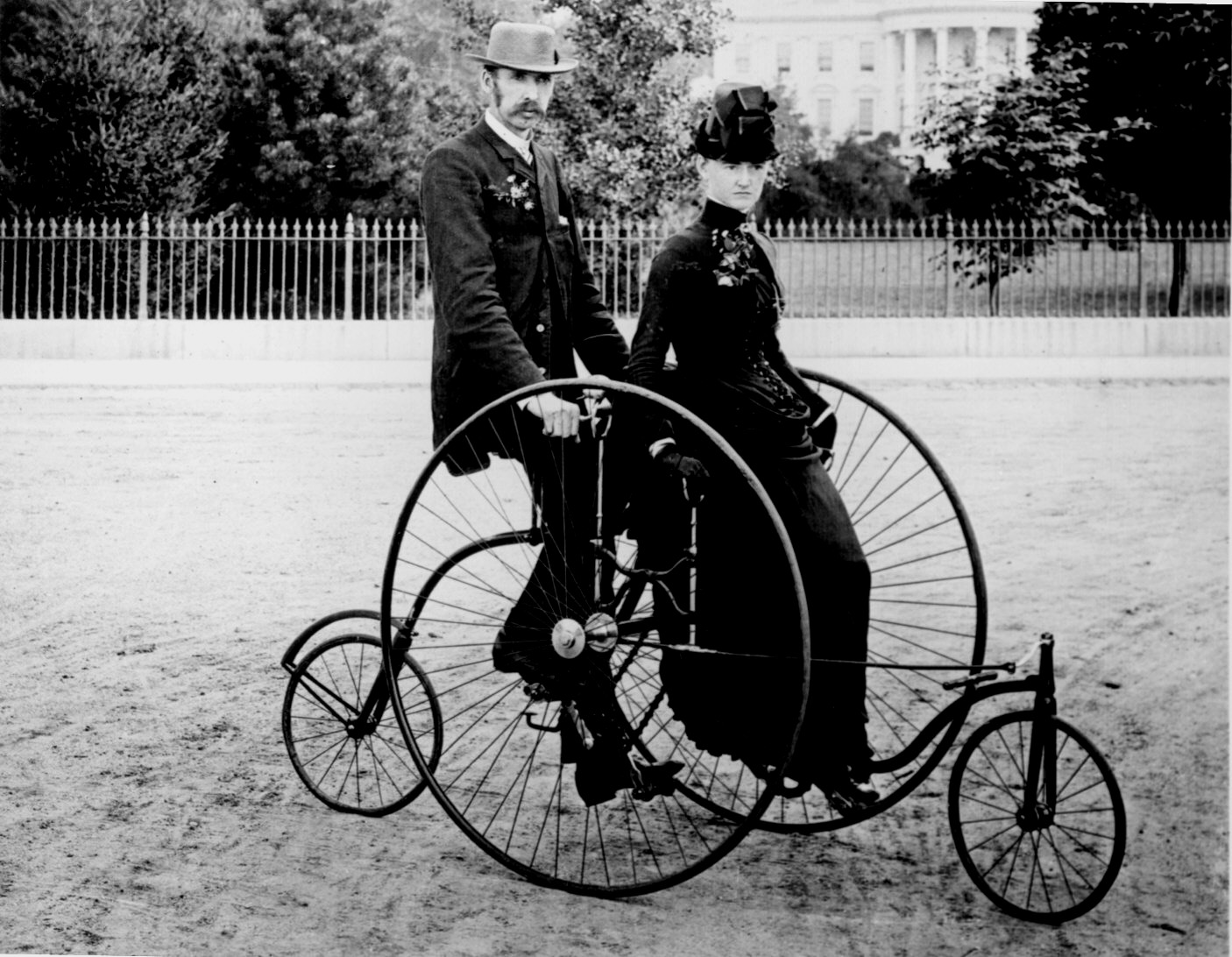
Квадроцикл (четырёхколесный велосипед) 1886 года на фоне Белого дома

В 1970 году компания Honda выпустила трехколесный гибрид автомобиля с мотоциклом (производитель характеризовал его как вездеходный мотоцикл, а позже как мотовездеход) под названием US90, обладавший практичностью машины и манёвренностью мотоцикла. Он имел огромные колёса с мощными грунтозацепами, необычную внешность и поистине незаурядную проходимость.
Популярность US90 получил в Калифорнии, где его использовали для передвижения по песчаным пляжам. Мотовездеход от Honda стал настолько востребованным, что авто- мотопроизводители по всему миру быстро подхватили идею и стали выпускать аналоги. Появившиеся позже четырёхколёсные варианты практически в неизменном виде дошли до настоящего времени, однако в 2000-х годах появились «экологические» мотовездеходы которые имеют электродвигатель и аккумуляторную батарею.
Квадроциклы с электрическим двигателем (электроквадроциклы) отличаются своими способностями от собратьев с двигателями внутреннего сгорания. Данные модели работают практически без звука, имеют достаточный запас хода и обладают вполне приемлемой максимальной скоростью.

### Преимущества и недостатки электрических квадроциклов
|   | Преимущества                                                     |   | Недостатки                                                   |
| - | ---------------------------------------------------------------- | - | ------------------------------------------------------------ |
| + | Беззвучная работа двигателя                                      | - | Запас хода ~70 км (зависит от ёмкости АКБ)                   |
| + | Меньше весят                                                     | - | Мах. скорость ~55 км/ч (зависит от ограничения контроллером) |
| + | Реже ломаются                                                    | - | Время заряда ~6-8 ч                                          |
| + | ТО не требуется                                                  |   |                                                              |
| + | Низкая стоимость электроэнергии (в сравнении с топливом для ДВС) | - |                                                              |
| + | Лучшая манёвренность                                             | - |                                                              |
| + | Лучшие показатели динамики                                       | - |                                                              |
| + | Нет выхлопных газов                                              | - |                                                              |

## Изображения

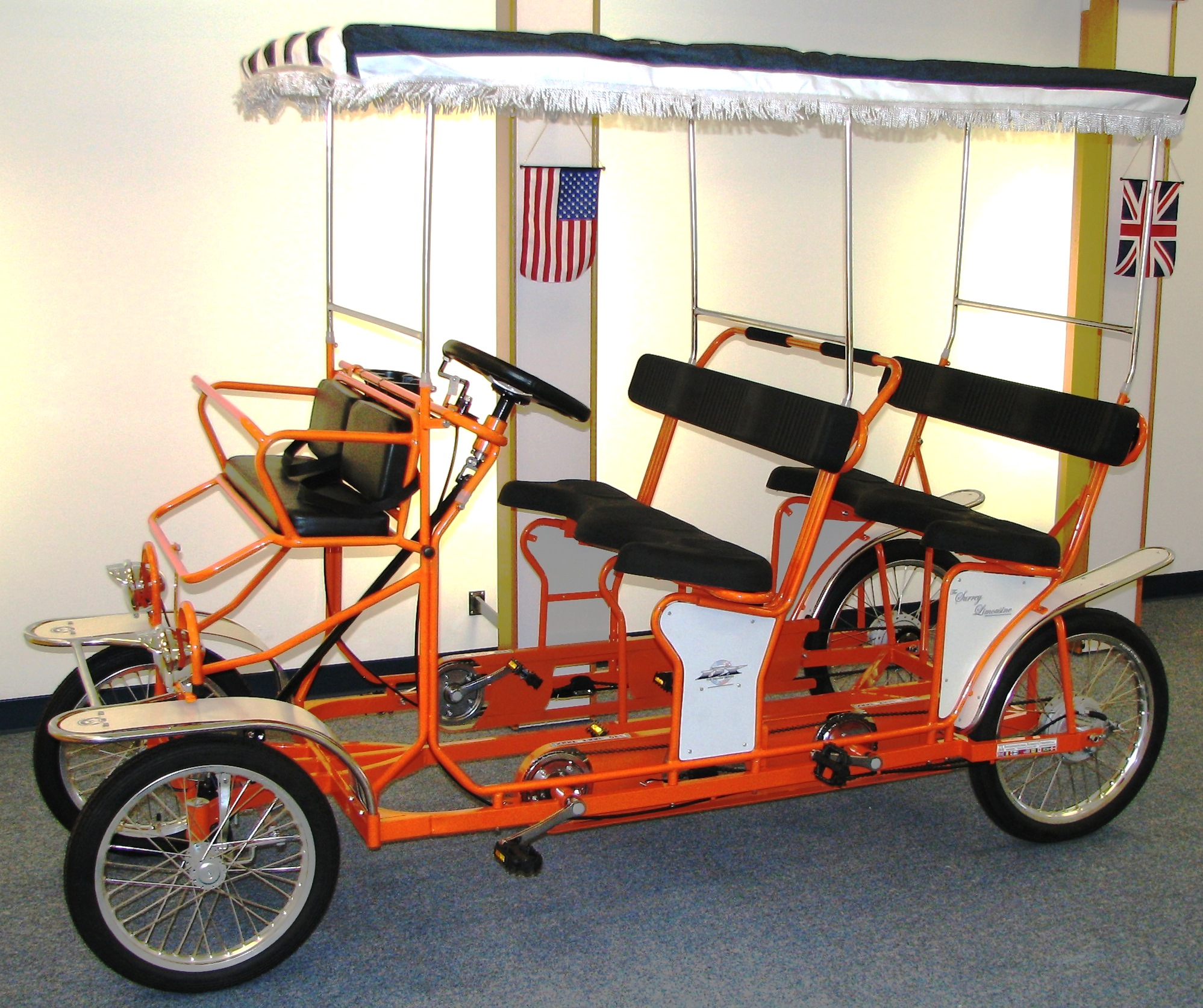
четырёхколесный веломобиль
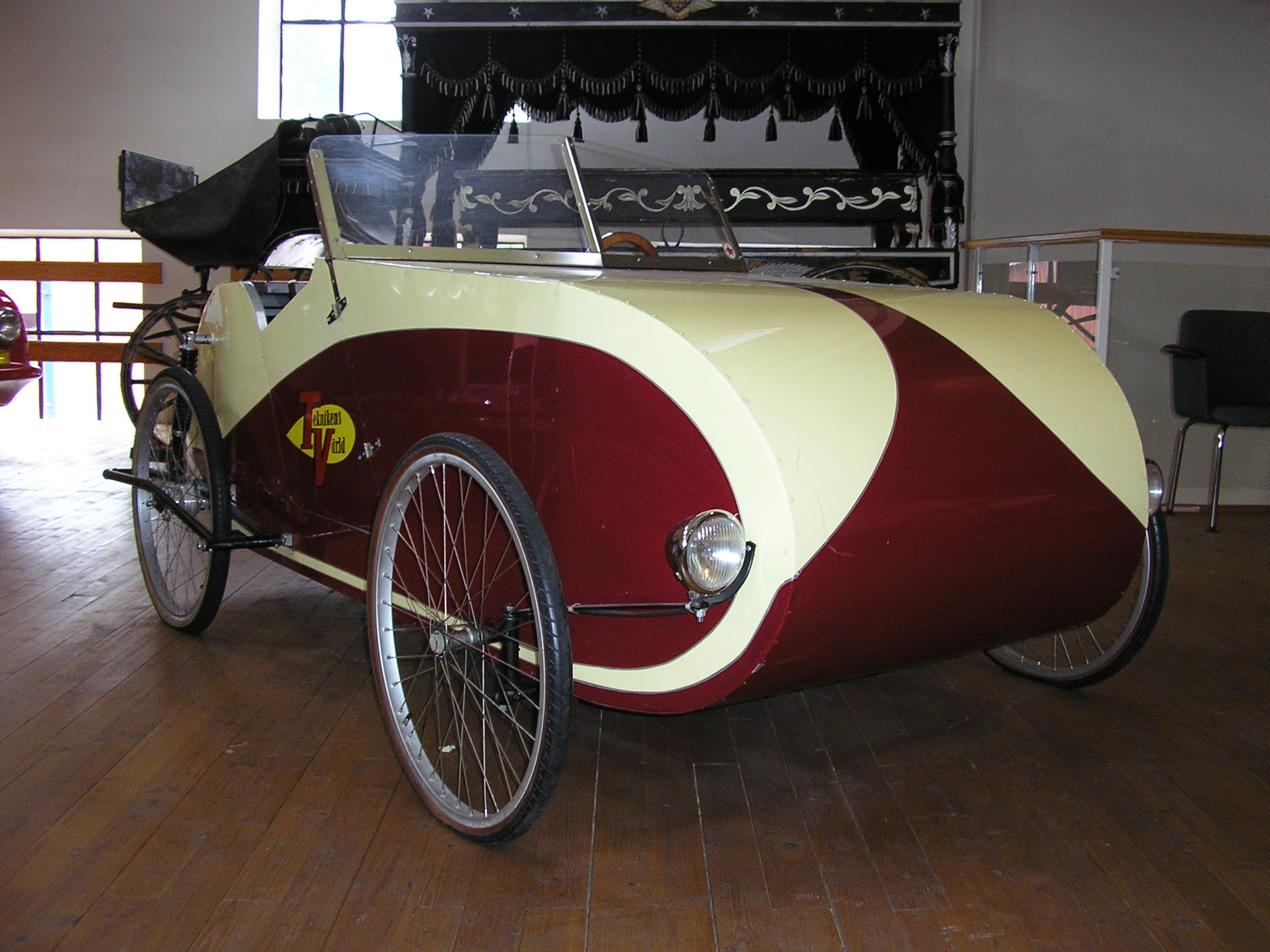
четырёхколесный веломобиль
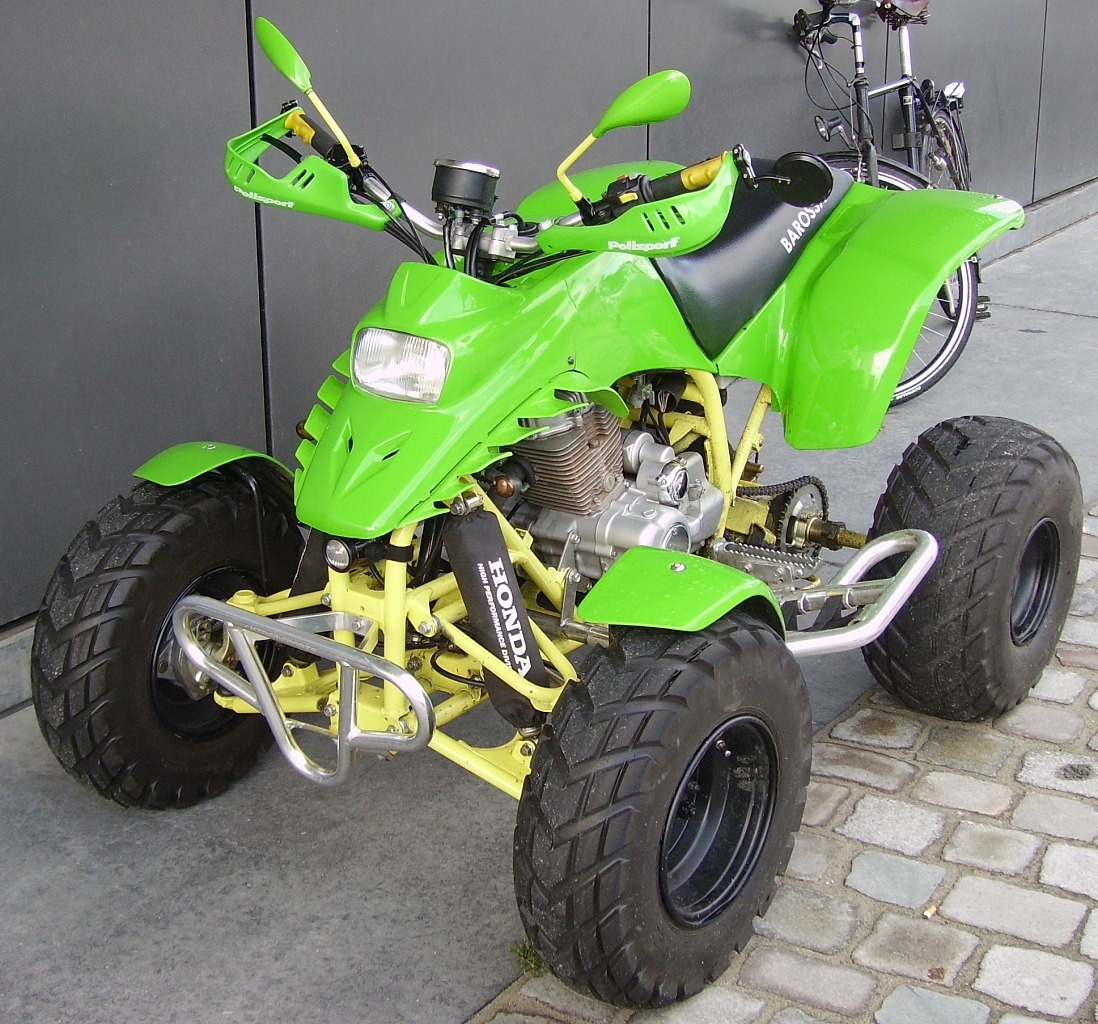
Honda Quad
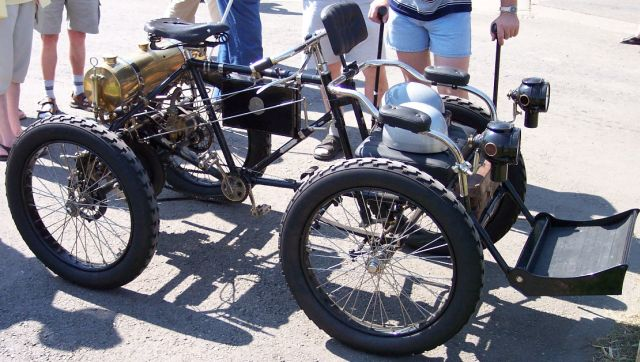
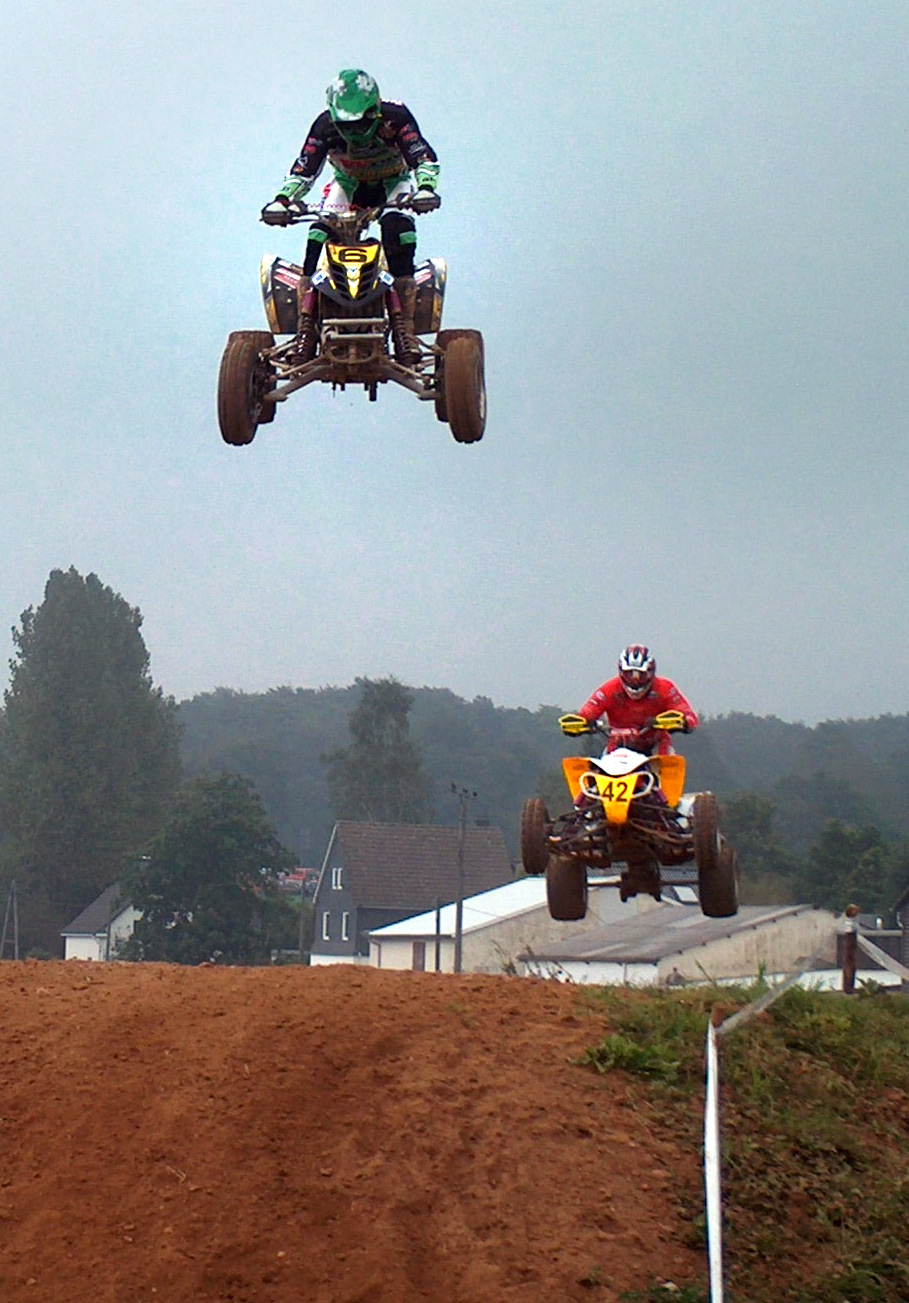
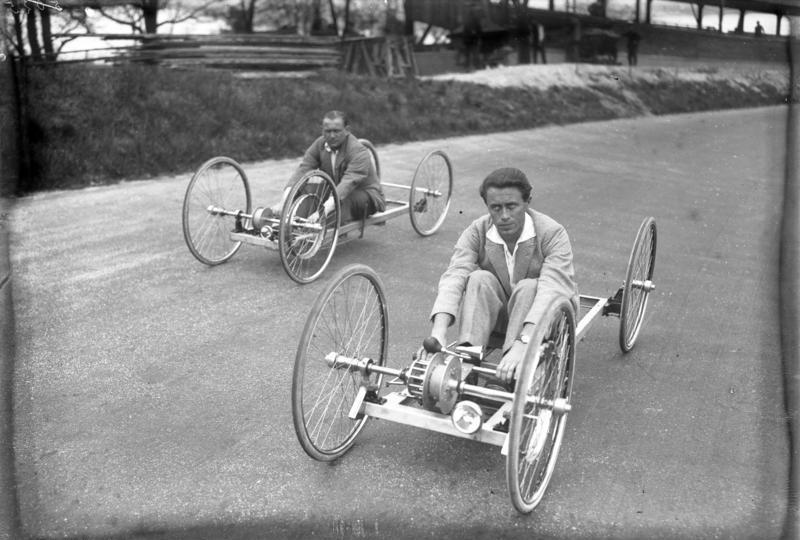
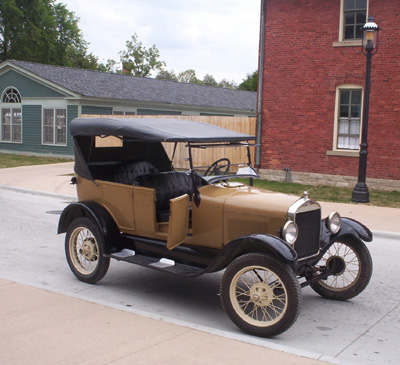
Форд Т (четырёхколесный автомобиль)
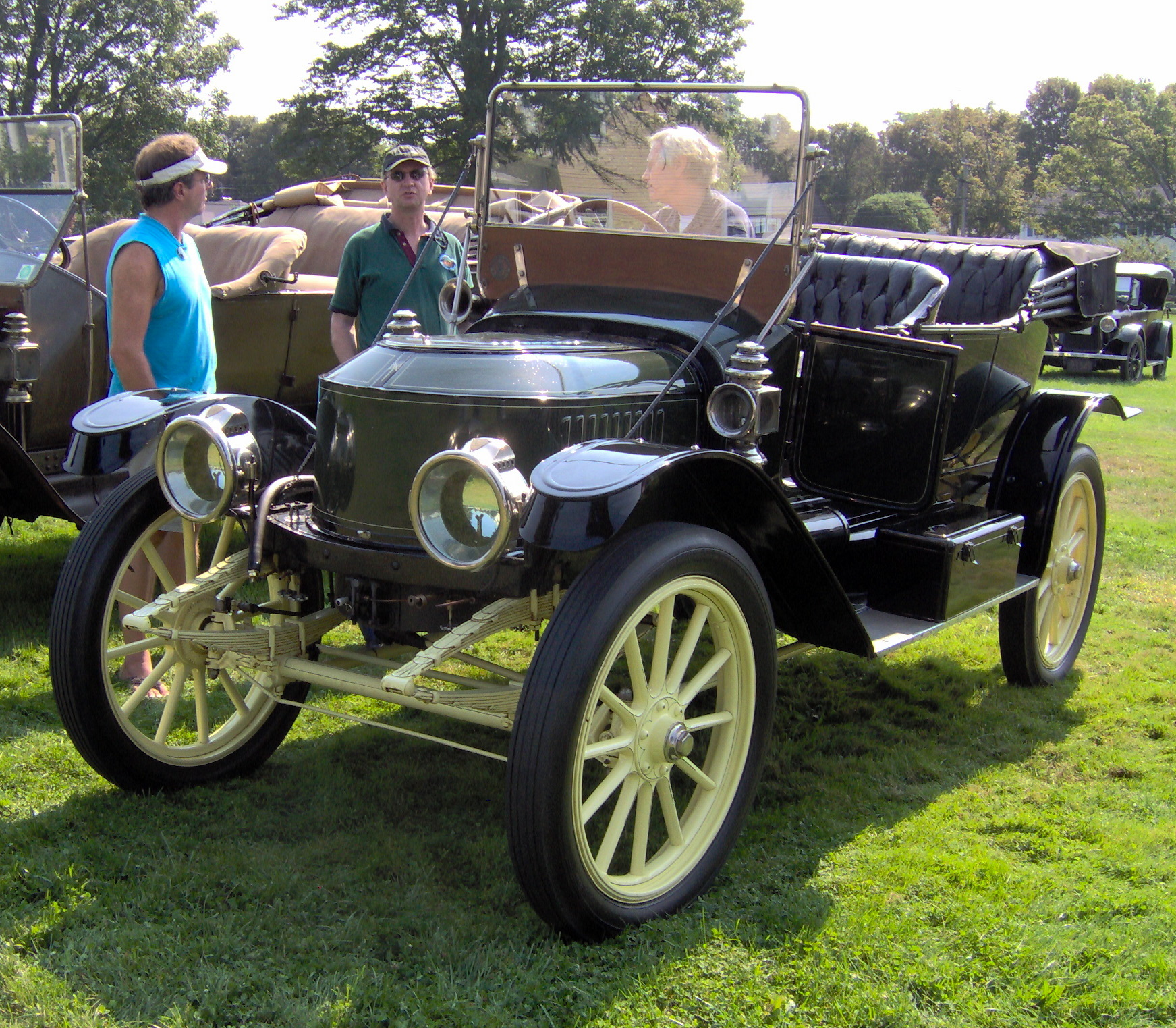
Паровой автомобиль (четырёхколесный автомобиль)
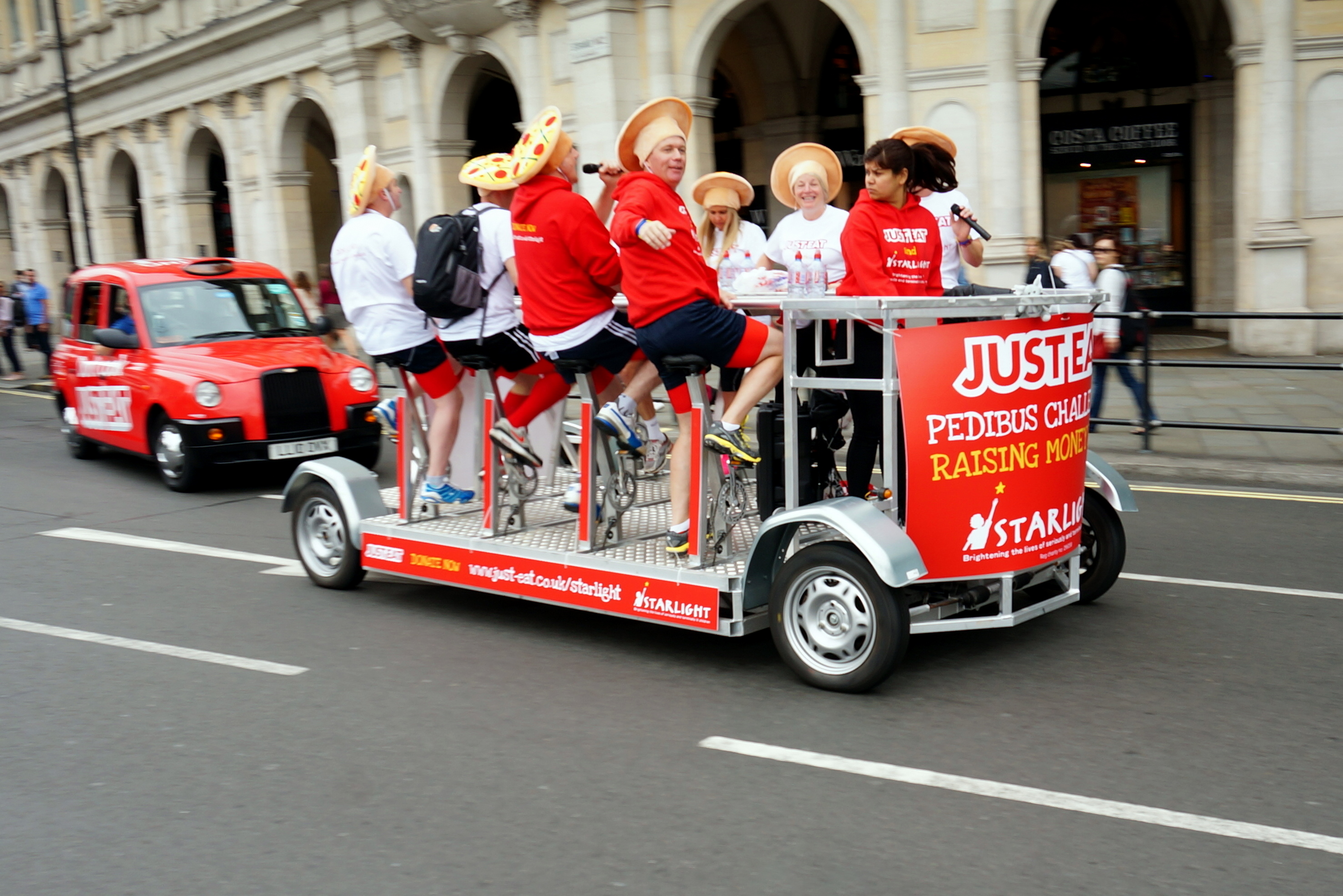
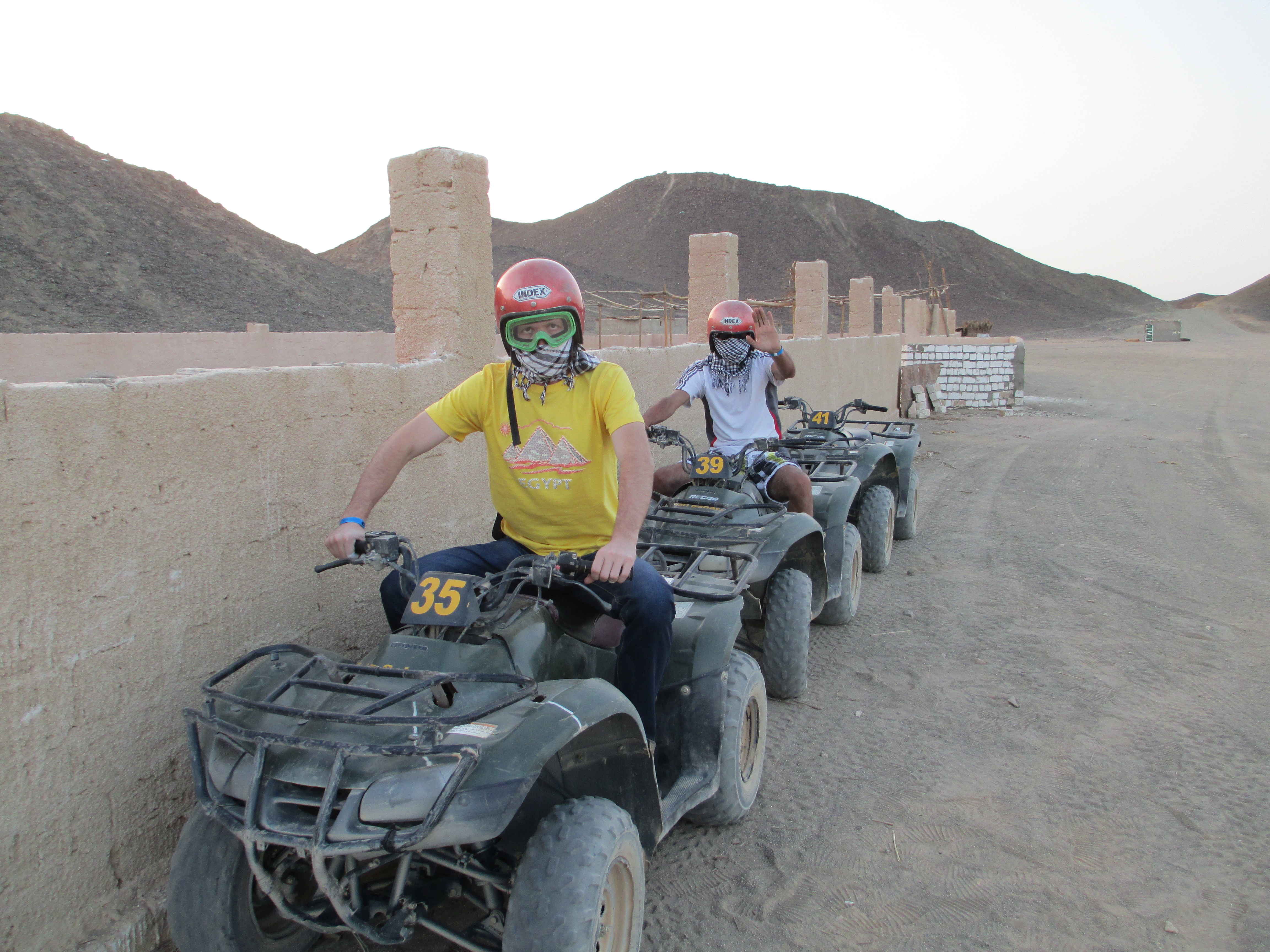
Квадроциклы (мотовездеходы) для экскурсий по пустыне